# Erwin Franzen
Erwin Franzen (Nidrum, 5 oktober 1956) is een Belgisch politicus van de CSP.

## Levensloop
Hij is beroepshalve verkoopmanager.
Voor de CSP werd hij politiek actief in Bütgenbach, waar hij van 1983 tot 1989 OCMW-raadslid was. Van 1989 tot 2018 was hij er gemeenteraadslid en van 2001 tot 2012 was hij schepen van de gemeente. Van 2013 tot 2018 was hij OCMW-voorzitter.
Franzen was tevens voor vier termijnen lid van het Parlement van de Duitstalige Gemeenschap: van 1986 tot 1990, van 1995 tot 1999, van 2004 tot 2009 en van 2013 tot 2014.